# Richard Buhlig
Richard Moritz Buhlig (Chicago, 21 décembre 1880 – Los Angeles, 30 janvier 1952) est un pianiste et pédagogue américain.

## Biographie
Buhlig est né à Chicago, fils d'immigrant allemand originaire de Saxe, Moritz Buhlig, boulanger, et son épouse Louise. Il reçoit ses premières leçons d'August Hyllested, Wilhelm Middelschulte et Margaret Cameron (elle-même étudiante du légendaire Teodor Leszetycki). En 1897, à seize ans, Buhlig s'installe à Autriche pour étudier avec Teodor Leszetycki lui-même. Après la fin de ses études, en 1900, il donne son premier concert public à Berlin en 1901 et effectue de nombreuses tournées jusqu'à la fin de 1906, en Europe. Il vit à Berlin jusqu'en mai 1916, où il enseigne en leçons privées les élèves, entre autres Grete Sultan et Grete Trakl, la sœur du poète autrichien Georg Trakl.
En 1907, Buhlig fait sa première apparition de maturité américaine avec l'Orchestre de Philadelphie lors d'un concert à New York. En 1918, il rejoint l'équipe de la Juilliard School (alors appelée « Institute of Musical Art ») à New York en tant que professeur de piano et donne des récitals composés d'œuvres de Beethoven, Brahms, Chopin, Schubert et Schumann (avec une préférence pour Beethoven). Cependant, il quitte rapidement son poste pour retourner en Europe une nouvelle fois, jusqu'en 1941, lorsqu'il retourne aux États-Unis pour s'installer à Los Angeles, partageant son temps entre l'enseignement et de la scène de concert.
En tant que pianiste, Buhlig était très apprécié pour ses interprétations de Bach (en particulier les deux transcription pour piano de l'Art de la fugue qu'il a réalisées), le dernier Beethoven et Brahms. Cependant, une grande partie de son répertoire était constitué d'œuvres contemporaines. Il a donné la première américaine de l'opus 11 d'Arnold Schoenberg et exécuté des morceaux d'autres compositeurs Européens modernes, tels que Claude Debussy, Ferruccio Busoni, Béla Bartók et Zoltán Kodály. Il a également joué la musique de jeunes compositeurs, entre autres, Ruth Crawford et Adolf Weiss. Dans les années 1920, il a commencé à jouer de Henry Cowell (dont il a été l'un des professeurs) et de son cercle. Au début des années 1930 Buhlig est tuteur de John Cage : il conseille Cage d'aller étudier avec Schoenberg. La pianiste allemande Grete Sultan, mentor de Christian Wolff et amie de Cage (qu'elle avait rencontrée en 1946 par l'intermédiaire de Buhlig), avait étudié avec Buhlig au début des années 1910 – ils sont restés amis toute leur vie.